# Tygři nepláčou
Tygři nepláčou (thajsky เร็วทะลุเร็ว, rĕw thalu rĕw; anglicky Vengeance of an Assassin) je thajský akční film z roku 2014. Režisérem filmu je Panna Rittikrai. Hlavní role ve filmu ztvárnili Dan Chupong a Nantawooti Boonrapsap.

## Obsazení
| Dan Chupong                 | Thee  |
| Nantawooti Boonrapsap       | Than  |
| Kessarin Ektawatkul         | Joy   |
| Chatchapol Kulsiriwuthichai | Pod   |
| Kowit Wattanakul            | Chai  |
| Nisachon Tuamsongnern       | Ploy  |
| Ooi Teik Huat               | Si Fu |